# 103rd Street – Corona Plaza
103rd Street – Corona Plaza – stacja metra nowojorskiego na linii 7. Znajduje się w dzielnicy Queens, w Nowym Jorku i zlokalizowana jest pomiędzy stacjami 111th Street i Junction Boulevard. Została otwarta 21 kwietnia 1917.